# کردآباد (بخش مرکزی طارم)
کردآباد یک روستا در ایران است که در دهستان آب‌بر واقع شده‌است. کردآباد ۳۹ نفر جمعیت دارد.